# Xenanastatus padus
Xenanastatus padus är en stekelart som beskrevs av T.C. Narendran 1998. Xenanastatus padus ingår i släktet Xenanastatus och familjen hoppglanssteklar. Inga underarter finns listade i Catalogue of Life.